# Eisagoge aucta
Die Eisagogē aucta (früher fälschlich Epanagogē aucta) ist ein mittelbyzantinisches Rechtsbuch.
Die Eisagogē aucta ist in ungefähr 10 vollständigen Handschriften überliefert und besteht aus 53 beziehungsweise 54 Titeln. In den ersten Titeln liegt ihr die Eisagogē tou nomou, dann (ab Titel 17) der Procheiros nomos zugrunde. Der Kompilator benutzte außerdem die sogenannten Basiliken und die Novellen Leons VI., von denen er etwa 30 paraphrasierte und in sein Werk aufnahm. Es könnte sich bei dem Rechtsbuch um eine – auf etwa 920–930 zu datierende – Neubearbeitung der Eisagogē cum Prochiro composita handeln.

## Edition
- Karl Eduard Zachariae von Lingenthal: Jus Graeco-Romanum, Bd. IV, Leipzig 1865, S. 171–376 (Neudruck in: Ioannis Zepos, Panagiotis Zepos, Jus Graecoromanum, Athen 1931 [Neudruck Aalen 1962], Bd. VI, S. 49–216).